# Tarrant Rawston
Tarrant Rawston est une paroisse civile et un village du Dorset, en Angleterre.